# Gedung Kesenian
Gedung Kesenian is een schouwburg in de Indonesische hoofdstad Jakarta. Het gebouw kwam gereed in 1821 en heette toen de Bataviasche Schouwburg. In 1987 is het gerestaureerd en sindsdien is het weer in gebruik als schouwburg. De schouwburg is gebouwd in de neoklassieke empirestijl naar ontwerp van J.C. Schultze.

## Geschiedenis
De bouw begon in 1817 en verving een eerdere loods van bamboe dat onder Raffles als theater werd gebruikt. Toen het in 1821 gereed kwam, had het een rechthoekige zaal met een schilddak waardoor het iets weg had van een hooiberg. Met een voorstelling van Shakespeares Othello werd het theater ingewijd. Men moest staand naar een voorstelling kijken bij gebrek aan stoelen en vanwege het ontbreken van een foyer moest men de pauzes buiten doorbrengen. In de tweede helft van de negentiende eeuw is het gebouw ingrijpend verbouwd. Zo zijn er balkons in de zaal, galerijen aan beide zijden en een portico boven de ingang toegevoegd. Door deze wijzigingen kreeg het gebouw een elegant karakter.
In de Tweede Wereldoorlog was het gebouw in gebruik als commandopost en barak door de Japanners. Na de oorlog is het gebouw in gebruik geweest als collegezaal en hierna als filmzaal. In 1984 is een plan opgesteld om het gebouw weer als theater geschikt te maken. Het werd vervolgens van binnen en van buiten gerestaureerd, er werden geluiddempende maatregelen genomen tegen het verkeerslawaai en het kreeg moderne faciliteiten. Het is, door het kleine toneel en zonder decortoren, een eenvoudig theater en biedt plaats aan 475 toeschouwers.

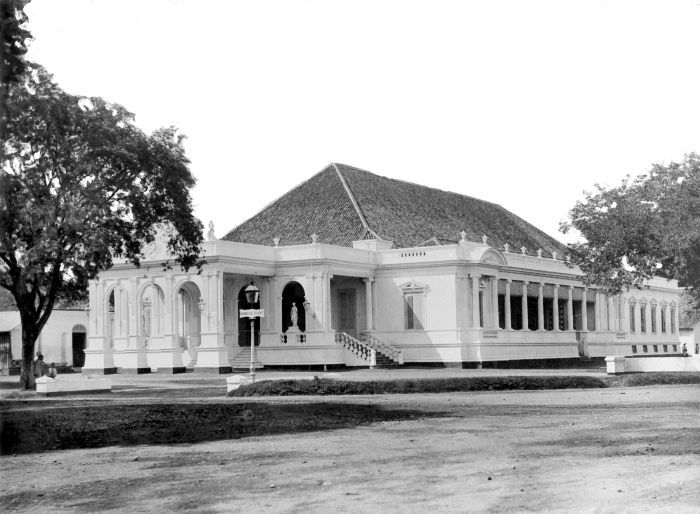
De schouwburg tussen 1880 en 1916